# Pierson (Michigan)
Pierson é uma vila localizada no estado americano de Michigan, no Condado de Montcalm.

## Demografia
Segundo o censo americano de 2000, a sua população era de 185 habitantes.
Em 2006, foi estimada uma população de 186, um aumento de 1 (0.5%).

## Geografia
De acordo com o United States Census Bureau tem uma área de
0,7 km², dos quais 0,7 km² cobertos por terra e 0,0 km² cobertos por água.

## Localidades na vizinhança
O diagrama seguinte representa as localidades num raio de 24 km ao redor de Pierson.